# خالدآباد (اسفراین)
خالدآباد (اسفراین)، روستایی از توابع بخش مرکزی شهرستان اسفراین در استان خراسان شمالی ایران است.

## جمعیت
این روستا در دهستان دامنکوه قرار دارد و براساس سرشماری مرکز آمار ایران در سال ۱۳۹۸، جمعیت آن ۱٬۶۰۰نفر (۵۰۰خانوار) بوده‌است.